# 王维纲
王维纲（1903年—1984年3月21日），男，河北磁县人，中国近代政治人物，原最高人民法院第一副院长。

## 生平
王维纲是河北磁县辛庄营乡人。1925年毕业于河北省立第七师范学校，后回家乡任教于磁县马头国立高等小学，同时从事中共秘密工作。1930年加入中国共产党，1932年受中共直南特委派遣组织了彭城镇工人罢工。同年任中国工农红军直南游击支队队长，领导了磁县暴动。后被捕入狱，组织北平法院看守所共产党支部并任书记。1936年7月，在准备对他执行死刑的前一天，他越狱成功。
1937年赴延安中共中央党校学习。抗日战争期间，历任中共冀豫特委组织部长，八路军独立第三大队大队长，八路军先遣支队第三大队政委，中共晋冀豫区冀豫地委书记、第四地委书记、第五地委书记、副书记，太行军区第五军分区政委，中共晋冀豫区组织部长兼城工部长，太行区第五地委副书记等职。1943年当选中共七大代表。第二次国共内战时期，又历任太行军区副政委、中共太行区委宣传部长、中共太行区委副书记。1948年起作为晋冀鲁豫野战军（后改称中原野战军）第二纵队政委，参加了鲁西南战役、淮海战役。1949年任第二野战军第10军政委，率军参加了渡江战役。
中华人民共和国成立后，王维纲出任解放军第10军政委、川南军区政委、自贡市委书记兼市长、西南军政委员会委员等职。1950年任中共重庆市委第三书记兼重庆市工会主席。1953年当选为全国总工会执委会执委、中国第二机械工会全国委员会主席。后任中央监察委员会委员、秘书长等。1956年当选中共八大代表。1958年出任司法部副部长。1959年起任最高人民法院副院长。文化大革命期间受到迫害，文革结束后于1977年起继续担任最高人民法院副院长、党组副书记。1978年当选中央纪律检查委员会常委。1984年3月在北京逝世。